# Кримські татари в Канаді
Кри́мські тата́ри в Канаді — частина громадян та мешканців Канади, які є кримськими татарами чи походять від них. 

## Історія
Перші кримськотатарські іммігранти приїхали до Канади в 1978 році, переважно з румунського регіону Добруджа. Однак лише у 2007 році кримськотатарська громада була офіційно створена в Канаді. За останні 10 років кількість кримських татар у Канаді поступово зросла, і спільнота продовжує зростати. Кримськотатарські іммігранти переважно селяться в районі Великого Торонто, а також у містах Ванкувер і Монреаль, оскільки вони є найпопулярнішими напрямками для новоприбулих.
У 2014 році була створена Канадська асоціація кримських татар як представницький орган кримськотатарської діаспори в Канаді. Основною метою Асоціація визначила збереження кримськотатарської культури, мови та традицій у Канаді.  Серед різноманітних заходів, в яких бере участь Асоціація кримських татар Канади, найбільш помітними є щорічні заходи, присвячені пам’яті жертв депортації кримських татар 18 травня 1944 року, вечері-іфтар, участь у різноманітних культурних фестивалях, таких як Навруз, Ukrainian Bloor West Festival, Canada Muslim Festival та багато інших. Крім того, Асоціація кримських татар організовує різноманітні заходи, спрямовані на підтримку кримськотатарських організацій, а також окремих осіб у Криму та інших частинах України.